# Landwehr-Train

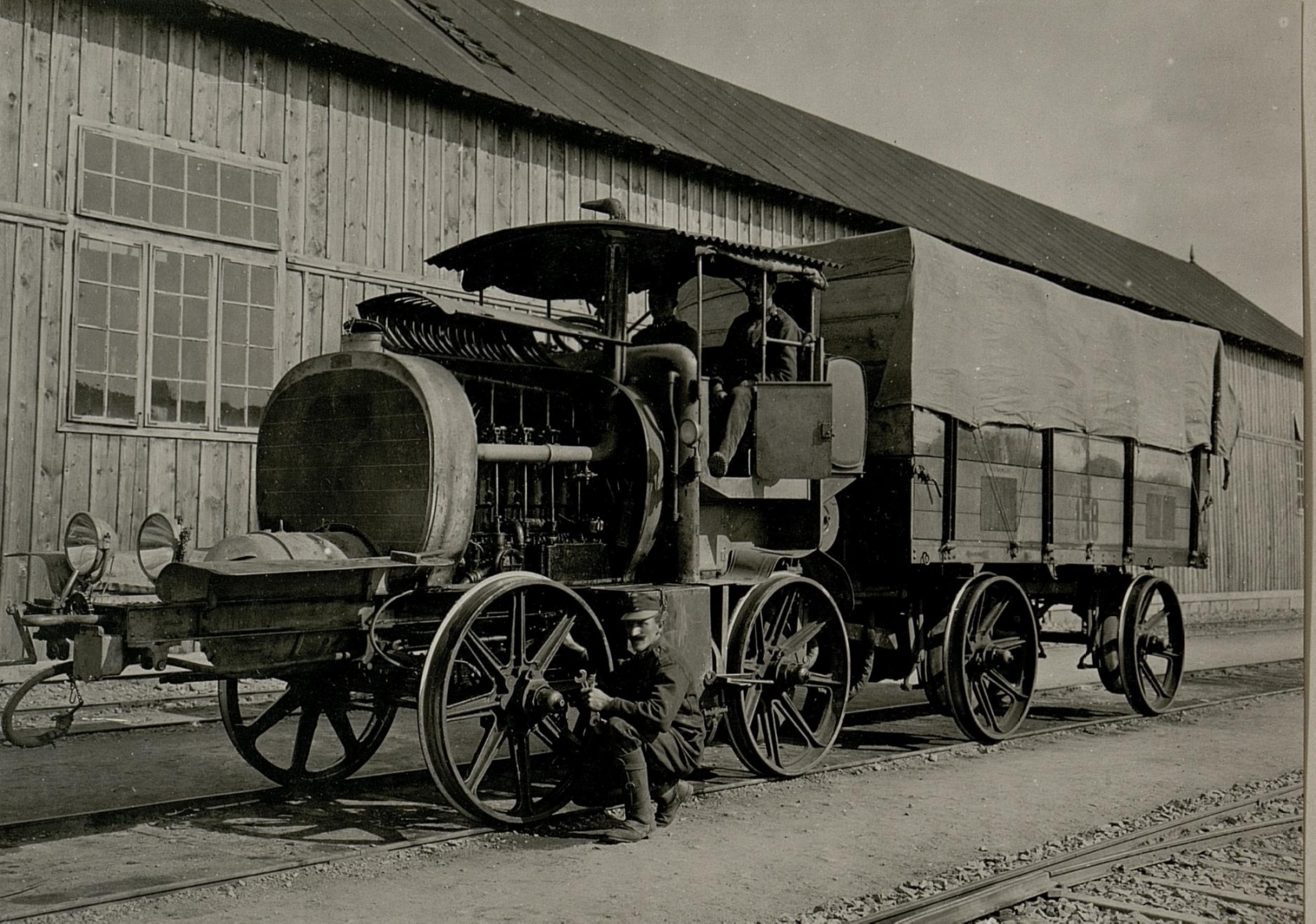
Generatorwagen und Anhänger eines Landwehr-Trains (A-Zug)

Der Landwehr-Train (auch als Landwehr-Zug oder elektrischer Train bekannt) war ein benzin-elektrisch angetriebenes, mehrgliedriges Zweiwegefahrzeug der k.u.k. Armee.
Es wurde von Ferdinand Porsche bei Austro-Daimler in Wiener Neustadt im Jahre 1912 entwickelt. Die Weiterentwicklungen, die als B-Zug und C-Zug oder Artillerie-Generatorauto M.16 bekannt waren, wurden auch als schwere Artilleriezugmaschine eingesetzt.

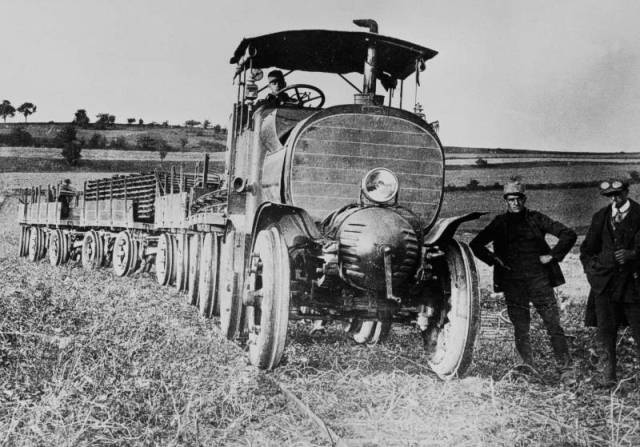
B-Zug des Landwehr-Trains

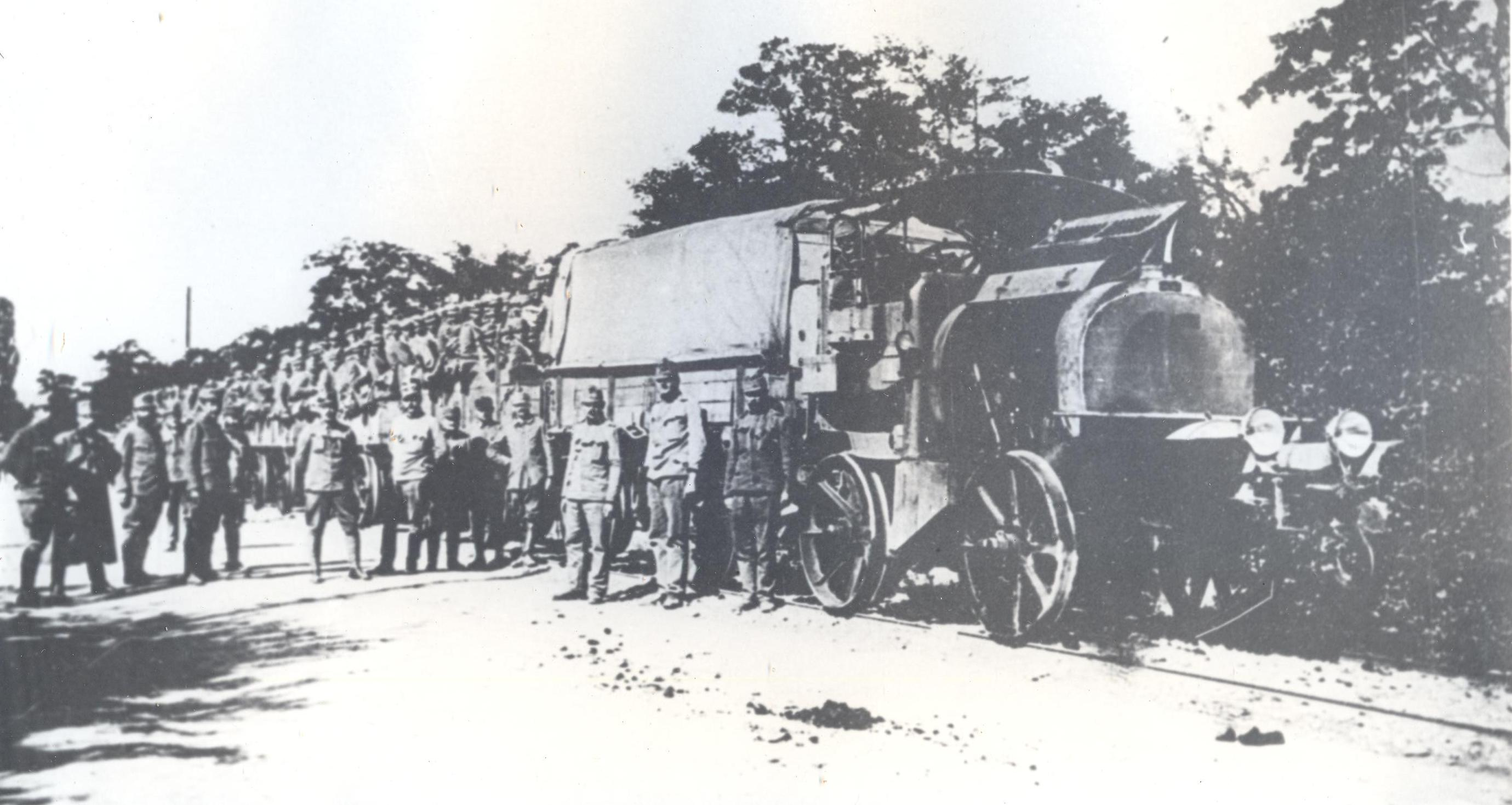
Eisenbahntransport „Eight Sea Regiment“, Bulgarien

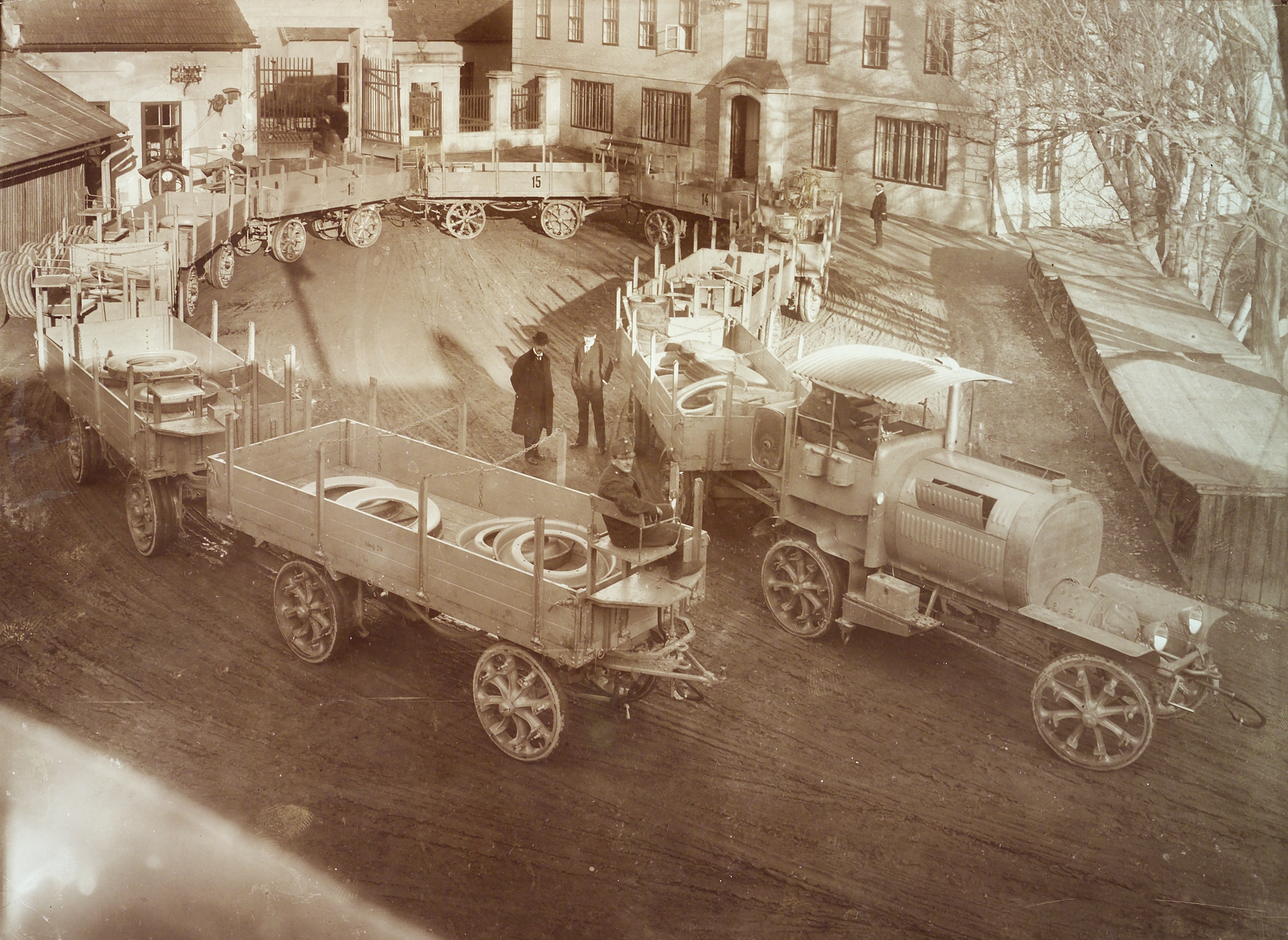
Landwehrzug auf der Straße mit Generatorwagen M.16 und den zehn maximal möglichen Anhängern

## Geschichte
Die erste Version des nach seinem Initiators, Generaloberst Ottokar Landwehr von Pragenau, Landwehr-Train benannten Fahrzeuges wurde 1913 vorgestellt. Es handelte sich hierbei um den sogenannten A-Zug. Erste Erprobungen erfolgten auf der Semmering-Straße, auf der Schiene fuhr man auf der Schneebergbahn bis Puchberg am Schneeberg. Die epochale Neuerung dieses Fahrzeuges war, dass es sich um ein benzin-elektrisch angetriebenes Zweiwegefahrzeug handelte, dessen einzelne Waggons jeweils einen eigenen elektrischen Antrieb besaßen und vom Motorwagen, in welchem sich der Stromerzeuger befand, ferngesteuert wurden. Durch eine Spurhalteeinrichtung wurde ein Schlingern der einzelnen Anhänger auf der Straße verhindert. Zum Betrieb eines Landwehr-Zuges waren nur drei Mann erforderlich.

## Weiterentwicklungen und Artilleriezugmaschinen
In der Folge verbesserte der Konstrukteur Porsche den Zug noch weiter, so dass es auch einen B-Zug und den gemeinsam mit den Škoda-Werken entwickelten C-Zug (ab 1915) gab, die auch als Artillerie-Generatorauto M.16 bekannt wurden. Im Ersten Weltkrieg bewährten sich die Fahrzeuge auf leichten und improvisiert verlegten Eisenbahngleisen im Dienst der k.u.k Armee und schleppten u. a. Nachschub, die 38-cm-Belagerungshaubitzen M.16 und einen 42-cm-Mörser von Škoda. Eine Umspurung auf Russische Breitspur beim C-Zug war ein ausdrücklicher Wunsch des k.u.k Militärs. Mit den Landwehr-Zügen wurden ab 1915 eigene „Kraftwagenbahnen“ eingerichtet. Die bedeutendste unter ihnen war die 33 Kilometer lange „Kraftwagenbahn Nr. 1“ von Borgópund nach Dornavölgy über die Karpaten, auf ihr waren allein 17 Generator- und 139 Anhängewagen stationiert. Über diese Strecke erfolgte die Evakuierung von Flüchtlingen und Eisenbahnfahrzeugen aus der von den Russen besetzten Bukowina. Aus dem Landwehr-Train wurden auch technisch ähnliche Feldbahnzüge für die Heeresfeldbahn entwickelt, die Austro-Daimler Generatorzüge.
Die Landwehr-Züge bewährten sich auch nach Ende des Ersten Weltkrieges und waren teilweise bis 1945 im Einsatz. Teilweise wurden die ehemaligen C-Zug Fahrzeuge auch zu normalspurigen Rangierlokomotiven umgebaut, solche waren u. a. bei den BBÖ und den Österreichischen Industriewerken Warchalowski, Eissler & Co. im Einsatz. Auch die Firma GEBUS bediente sich der Drehgestelle zum Bau ihrer Lokomotiven. Die benzin-elektrischen Antriebsaggregate wurden in den frühen 1920er Jahren auch zum Bau erster Motorturmwagen für die BBÖ verwendet.
Ein später bei Waagner-Biro eingesetztes Drehgestell eines C-Zuges mit Radnabenmotoren befindet sich heute im Südbahnmuseum Mürzzuschlag.

## Technik

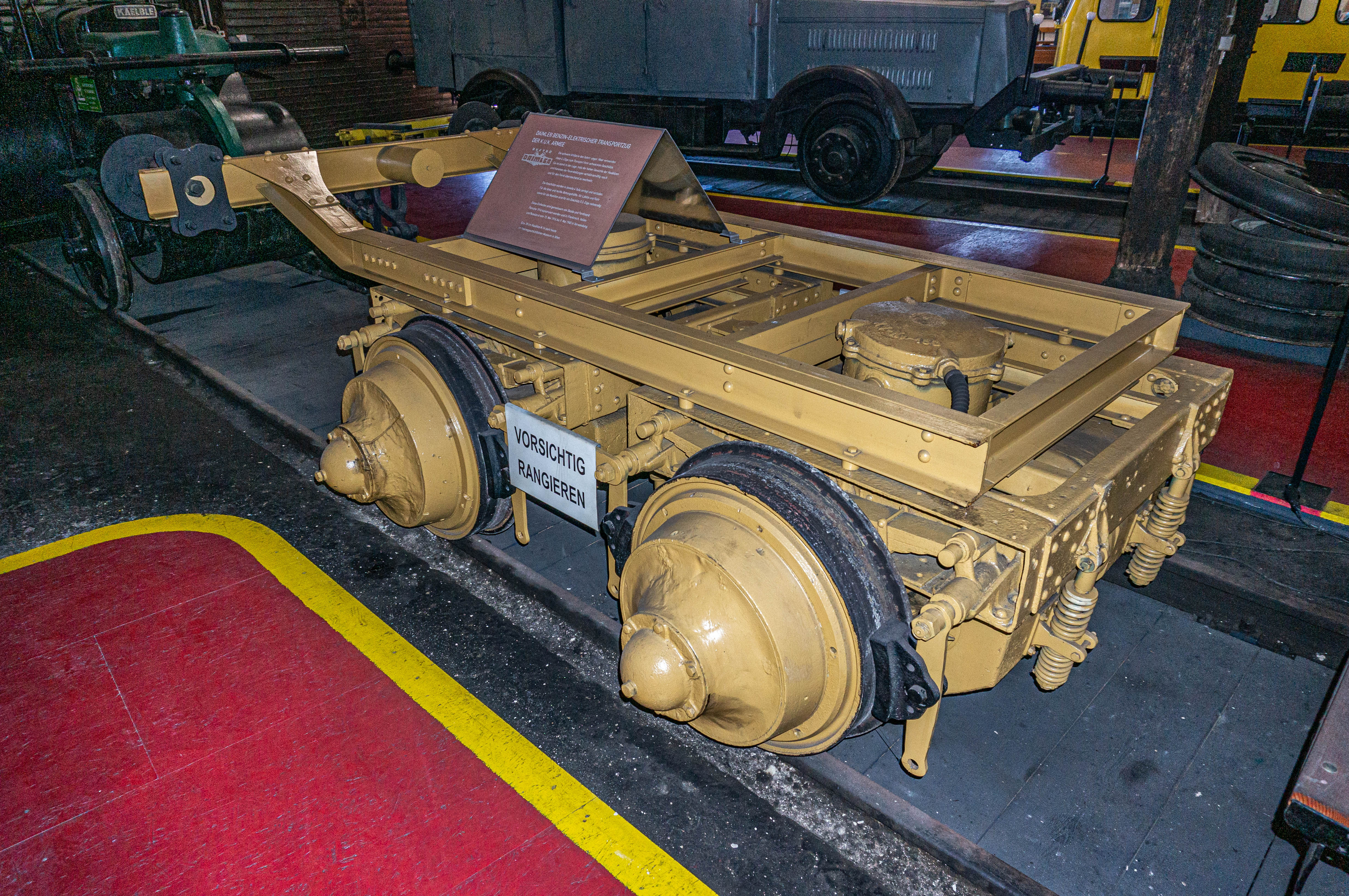
Erhaltenes C-Zug Antriebsdrehgestell

Allen Typen gleich ist die Aufteilung in Motorwagen (Generatorwagen) und angetriebenen Anhängern, wobei beim C-Zug auch der Motorwagen angetrieben war. Damit war der Landwehr-Zug auf der Schiene eine erste Form des Gliedertriebzuges. Ein 74 bis 110 kW (100 bis 150 PS) starker Sechszylinder-Benzinmotor von Austro-Daimler war mit einem 70 bis 90 kW leistenden Generator gekoppelt, der den Strom für die 11 kW starken, als Radnabenmotore ausgebildeten elektrischen Fahrmotore erzeugte. Diese trieben beim C-Zug (hier jeweils 8 kW stark) über ein Ritzel den innen als Zahnkranz ausgeführten Radreifen an. Damit konnten beim A-Zug bis zu 10 Anhängewagen mit jeweils fünf Tonnen Nutzlast bewegt werden. Ein Fahrgestell des C-Zuges hatte eine Tragkraft von 22 Tonnen. Der C-Zug erreichte auf der Schiene eine Höchstgeschwindigkeit von 27 km/h und war in der Lage, Steigungen von 90 ‰ zu meistern. Das Umrüsten von Straßen- auf Schienenbetrieb dauerte bei diesem ungefähr 45 Minuten.

## Einsatzbeispiele
Nachfolgend eine Bildauswahl als Beispiele für den Einsatz der Fahrzeuge:
A-Zug-Varianten

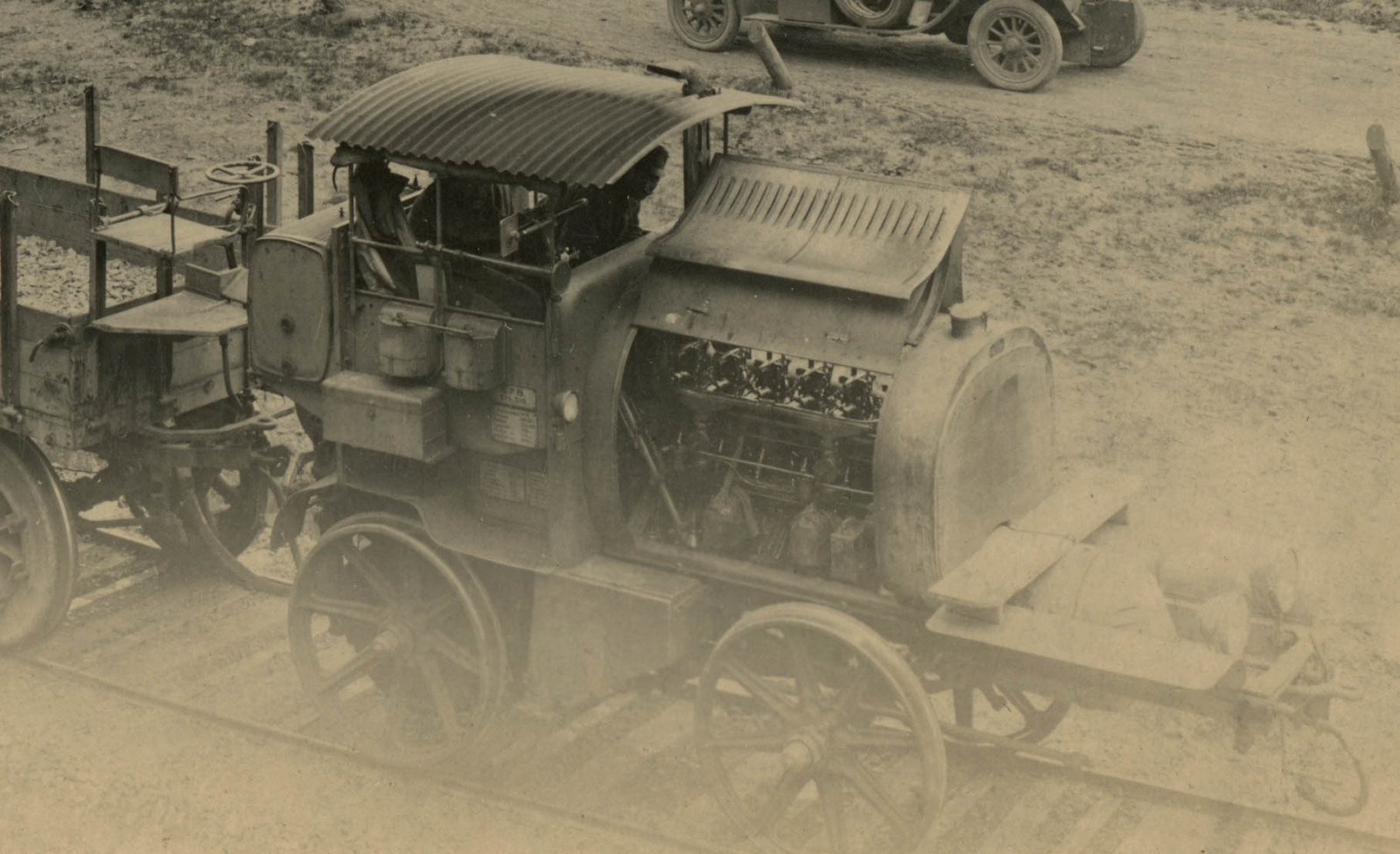
Nahaufnahme eines Generatorwagens
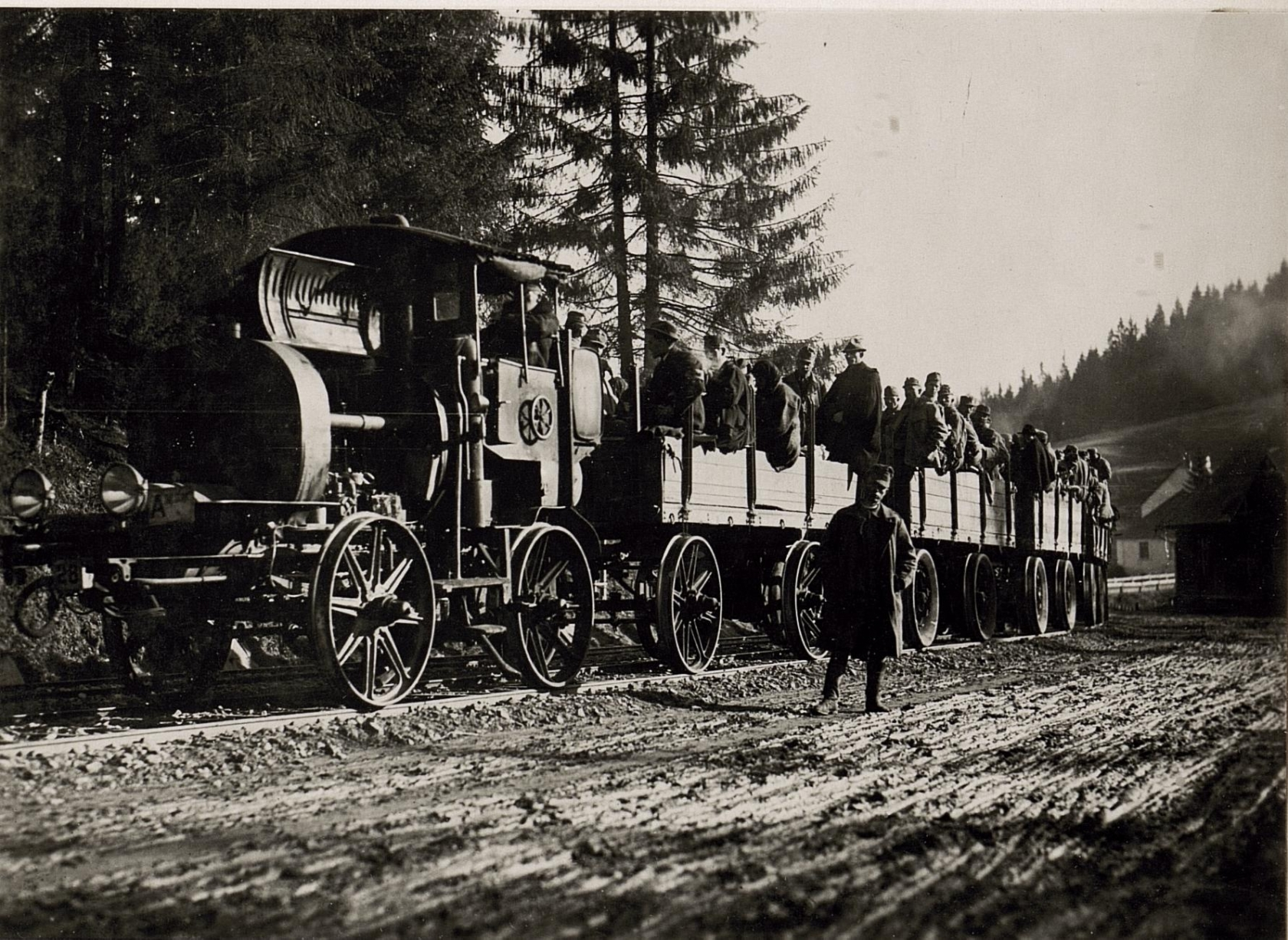
A-Zug auf der Passstraße über die Magura
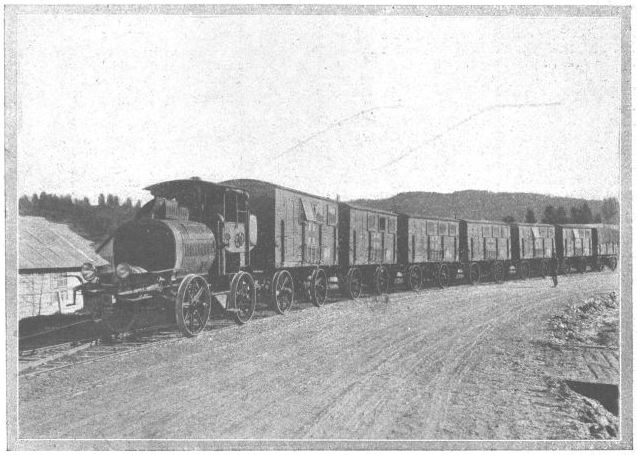
Kraftwagenbahn (A-Zug) am Tihuta-Pass (1917)
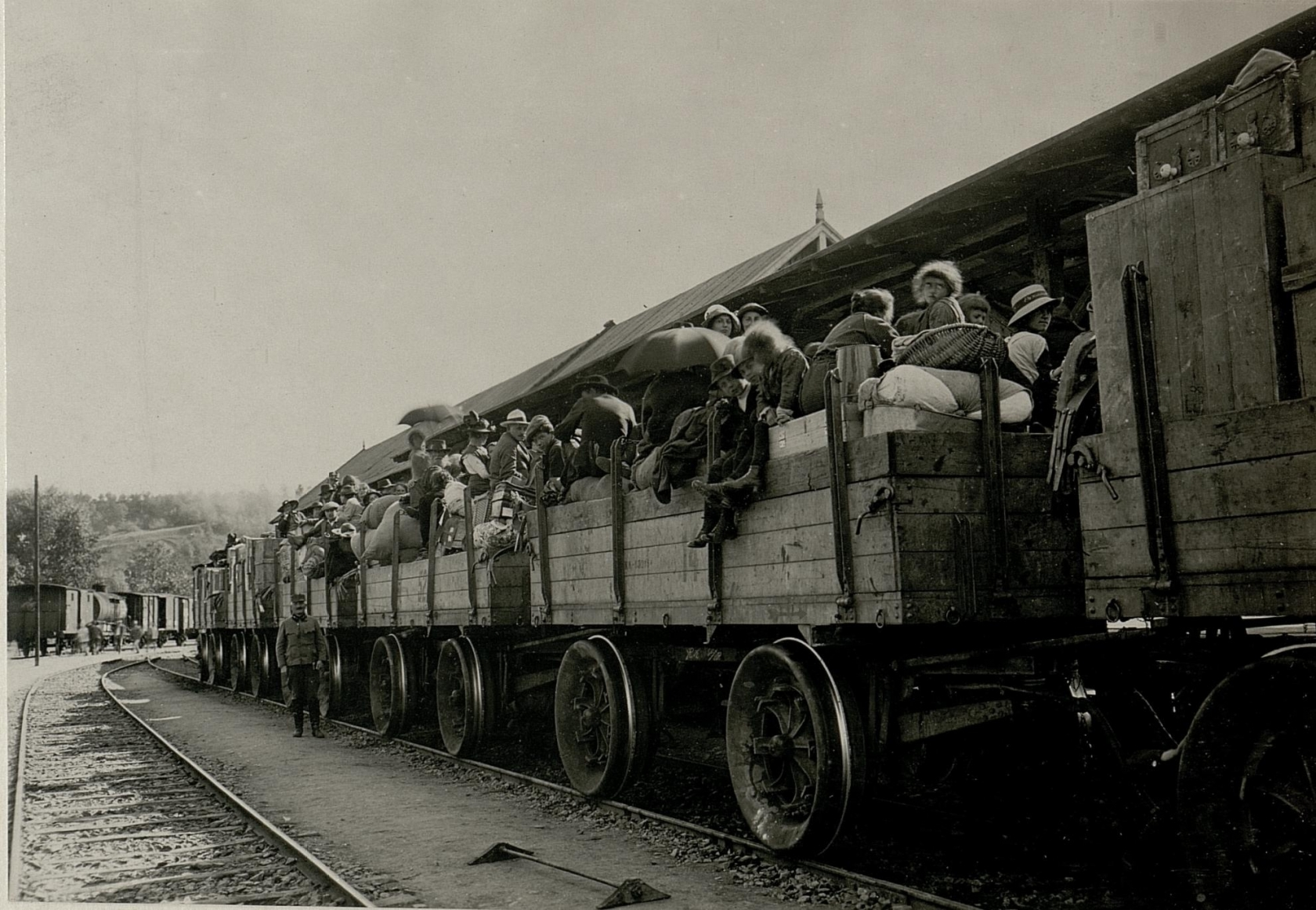
Anhänger des Landwehr-Trains mit Flüchtlingen aus der Bukowina
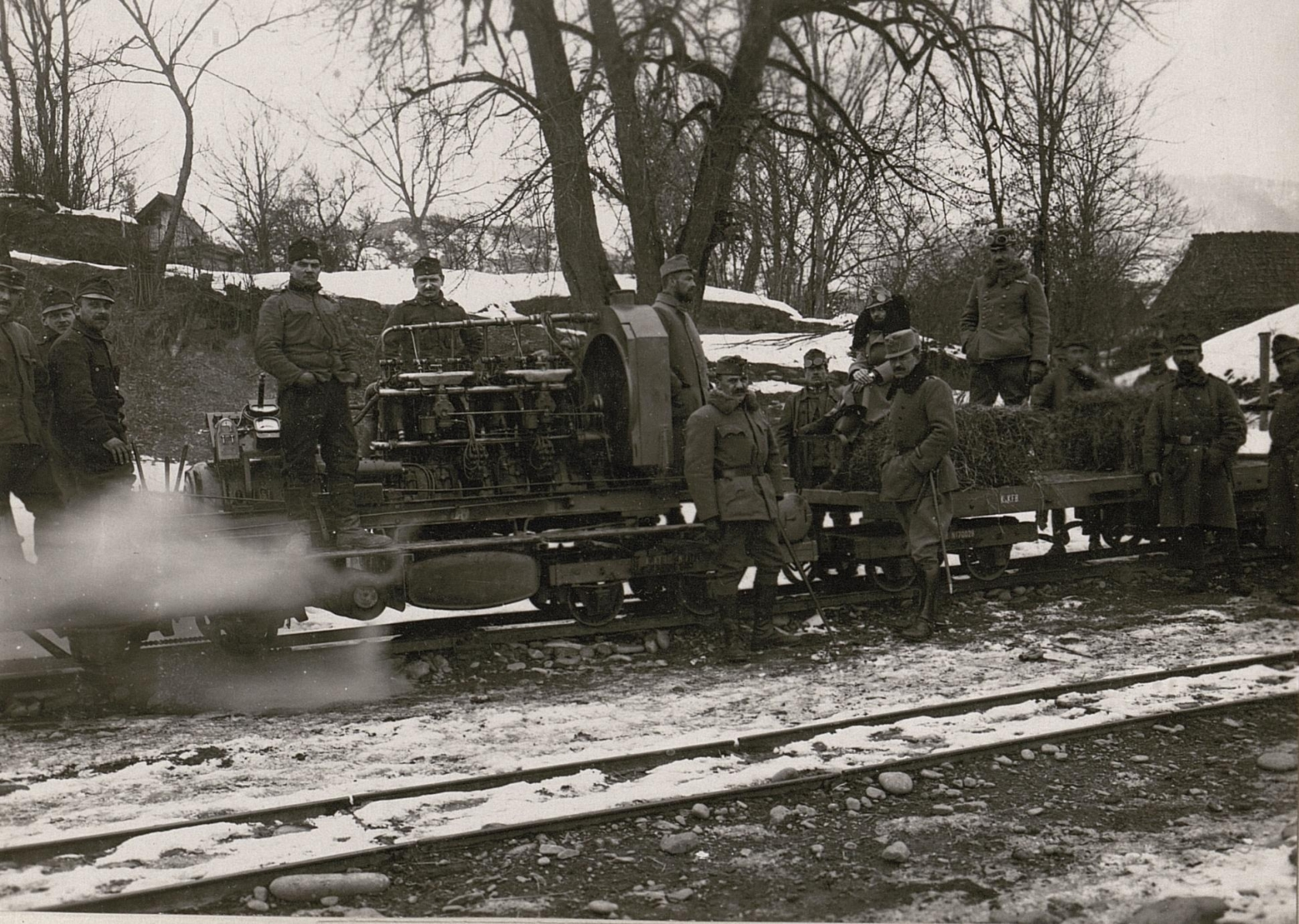
Aus dem Landwehrzug entwickelter Austro-Daimler Generatorzug bei Dombo

B-Zug- und C-Zug-Varianten und Artillerie-Generatorauto M.16

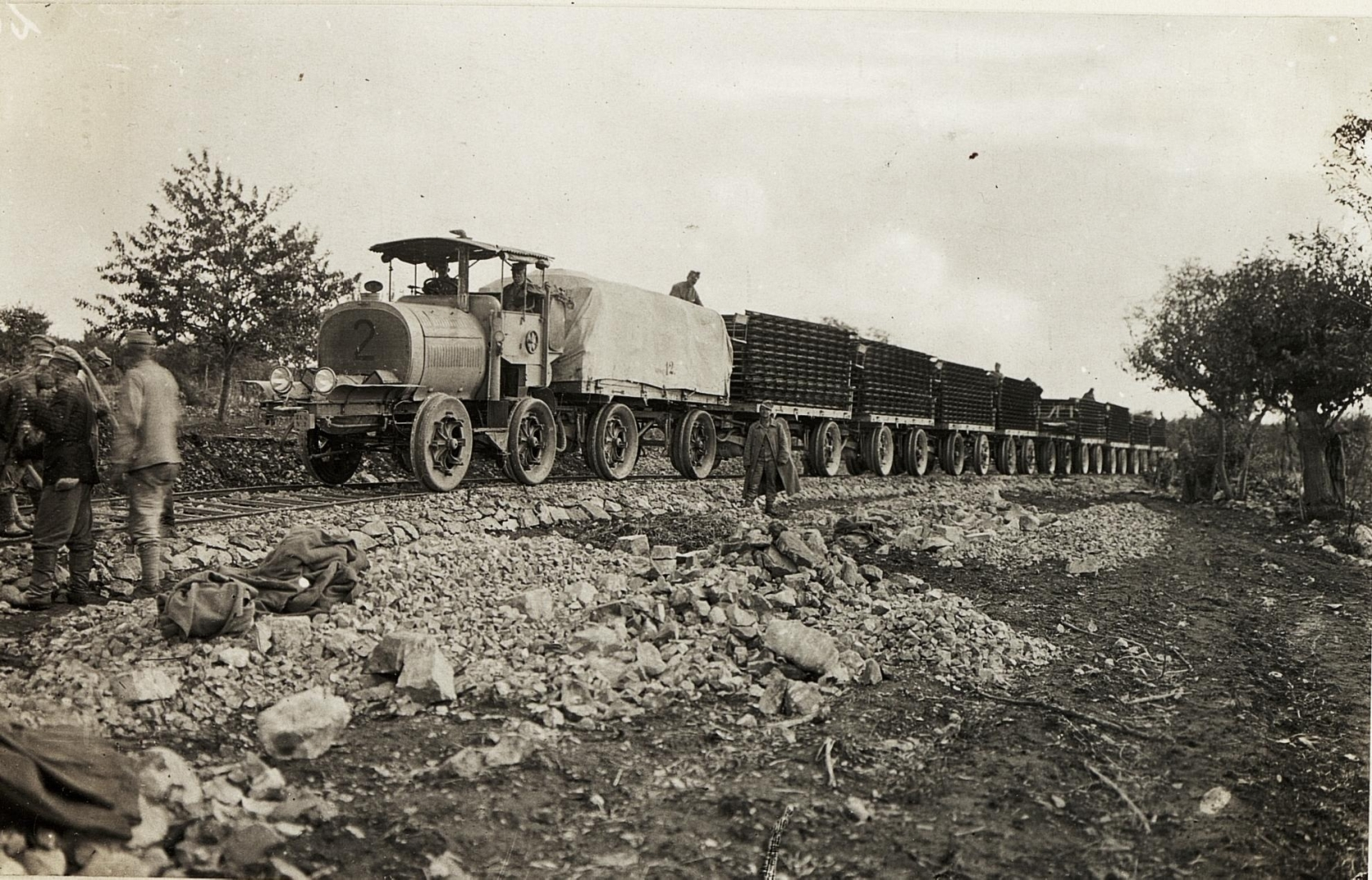
B-Zug auf einer provisorischen Bahnstrecke bei Kostanjevica (1915)
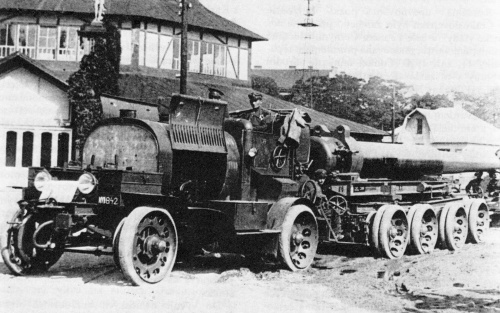
B-Zug im Dienst als Artilleriezugmaschine bei der Tschechoslowakischen Armee (um 1920)
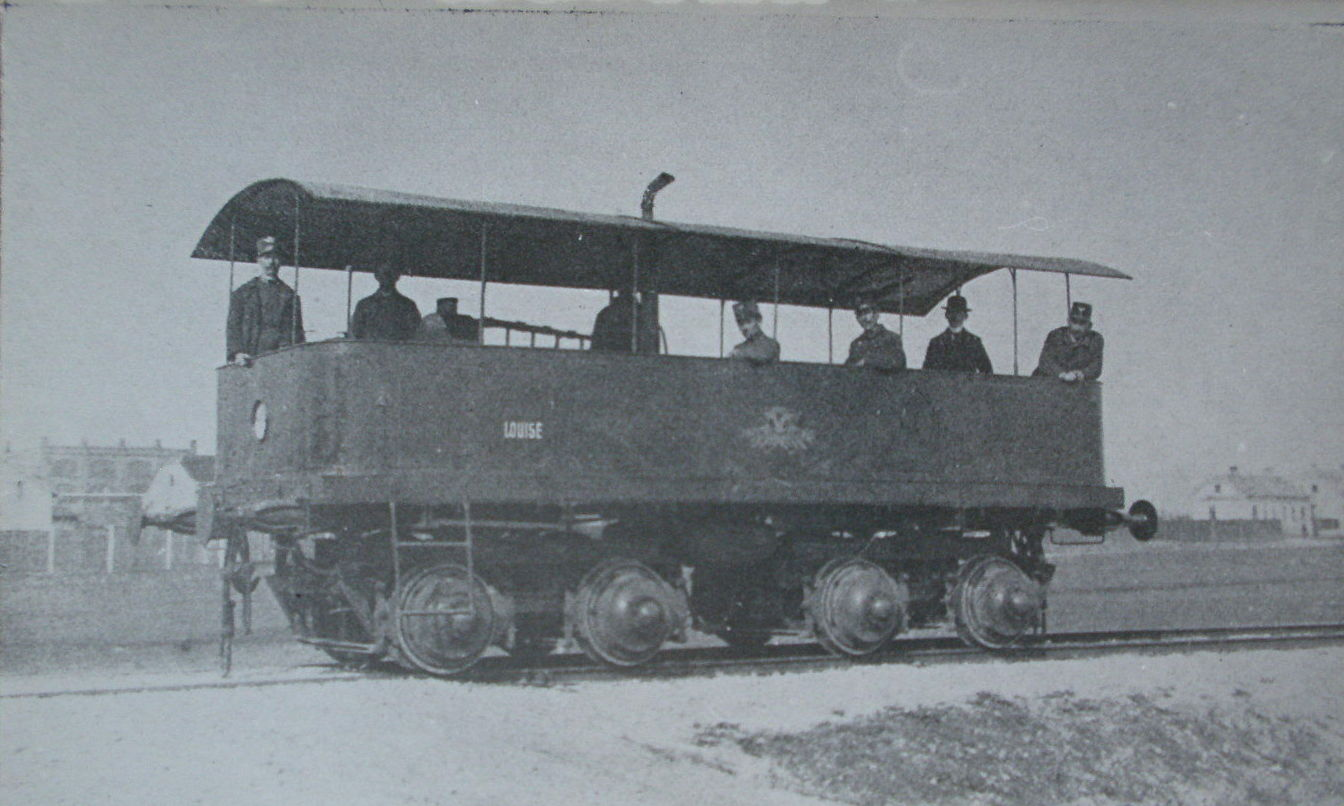
Benzin-Triebwagen mit Motor und Antrieben des C-Zuges (Radnabenmotore)
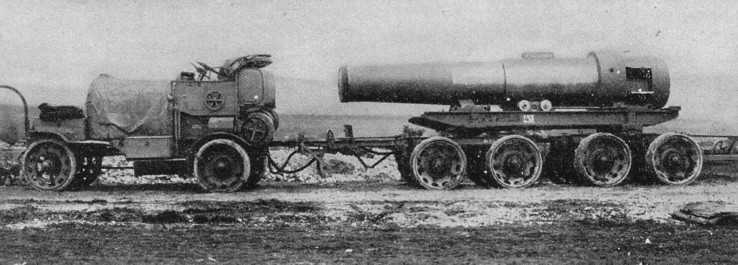
C-Zug aka Artillerie-Generatorauto M.16 Triebwagen mit angehängtem C-Zug-Protzwagen (Antriebe des C-Zuges Radnabenmotore)
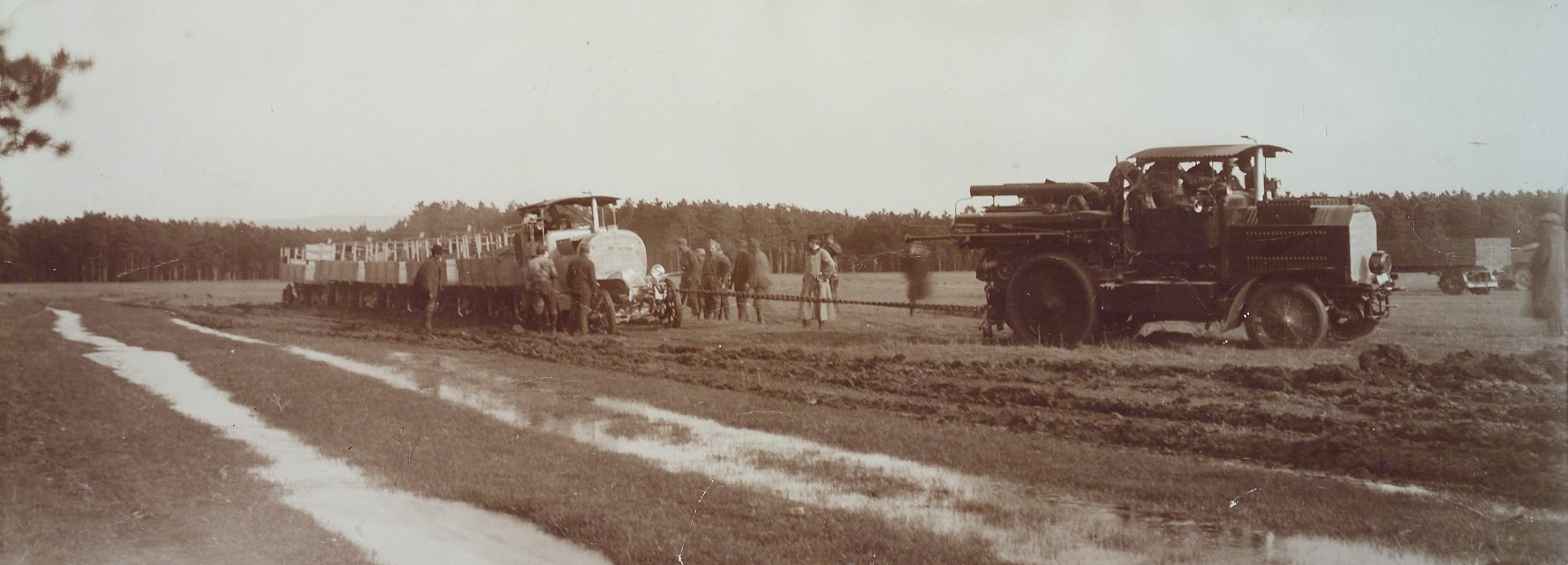
Landwehr-Zug wird im Gelände von einem Artilleriezugwagen Austro-Daimler M.12/16 gezogen